# Ruine Kirneck
Die Ruine Kirneck, auch Kirnegg, Kürneck, Kürnach oder Salvest genannt, ist die Ruine einer Höhenburg auf einem auf 780 m ü. NN liegenden Felsen über dem Kirnachtal zwischen der Stadt Villingen-Schwenningen und Unterkirnach im Schwarzwald-Baar-Kreis in Baden-Württemberg.

## Geschichte und Anlage
Die kleine Burg wurde Ende des 12. Jahrhunderts von den Herren von Kirneck, die Zähringer Ministerialen waren, als Dynastenburg erbaut. 1185 wird erstmals ein Hugo von Kirneck genannt, die Burg selbst taucht um 1280 in den Quellen auf. Um 1400 starb das Geschlecht der Herren von Kirneck aus und die Burg fiel 1506 an die Stadt Villingen. 1810 wurde die Anlage abgebrochen und als Steinbruch genutzt. Unmittelbar vor diesem Abbruch soll noch ein Bergfried vorhanden gewesen sein. Am Fuß des Felsens befand sich außerdem eine Kapelle, die 1496 dem heiligen Wendelin geweiht wurde. Von der ehemaligen Burganlage sind noch eine 18 Meter lange und sieben Meter hohe Schildmauer sowie Mauerreste erhalten. Der heute sichtbare Toreingang an der Schildmauer wurde erst in jüngerer Zeit angebracht. 2010 wurde die Anlage renoviert, nachdem sie zuvor wegen Einsturzgefahr gesperrt war.